# Walter Wobmann
Walter Wobmann, né le 21 novembre 1957 à Schüpfheim (originaire du même lieu), est une personnalité politique suisse, membre de l'Union démocratique du centre (UDC). Il est député du canton de Soleure au Conseil national de décembre 2003 à décembre 2023.

## Biographie
Walter Wobmann est membre de l'exécutif de la commune de Gretzenbach de novembre 1997 à novembre 2001. Il siège au Grand Conseil du canton de Soleure de mai 2001 à novembre 2003.
Élu en 2003 au Conseil national comme représentant du canton de Soleure, réélu à quatre reprises, Walter Wobmann siège au sein de la Commission de l'environnement, de l'aménagement du territoire et de l'énergie (CEATE) depuis mars 2010 et de la Commission des transports et des télécommunications (CTT) depuis décembre 2011. Il a été membre de la Commission de politique extérieure (CPE) de 2003 à 2010 et de la Commission des institutions politiques (CIP) de 2007 à 2011.
Il est vice-président de l'UDC du canton de Soleure de juin 2001 à décembre 2011, puis président de janvier 2012 à mai 2013. Il est aussi membre du comité central de l'UDC Suisse de 2001 à 2012.
Il est membre de l'Action pour une Suisse indépendante et neutre et président du comité d'Egerkingen.
Il est président de la Fédération motocycliste suisse.